# Tobias Uhlig

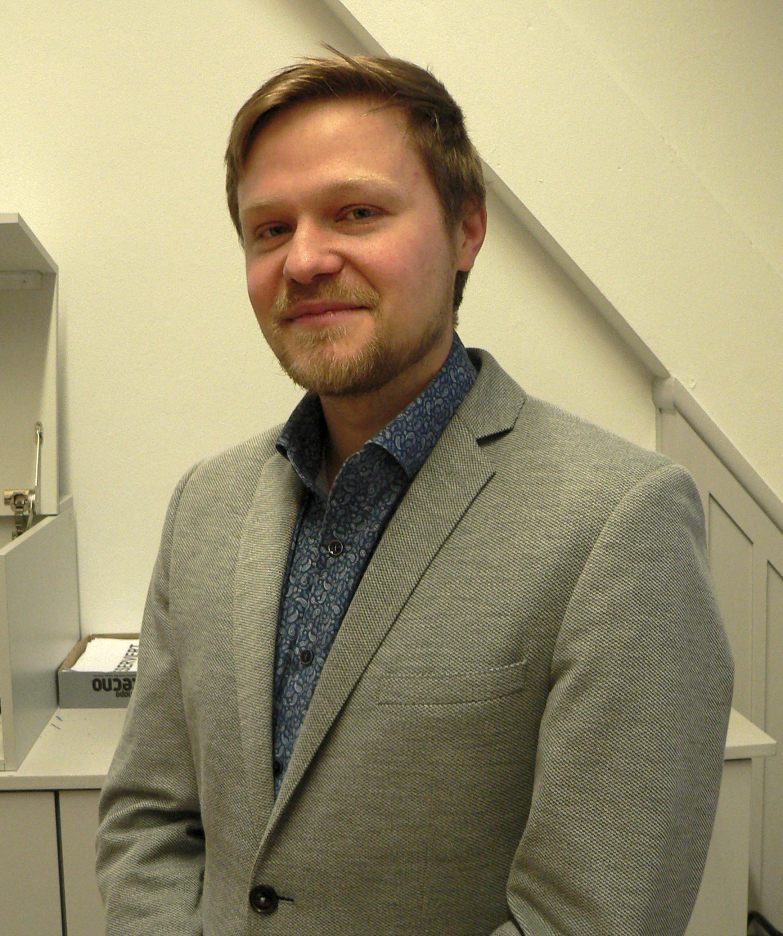
Tobias Uhlig, 2024

Tobias Uhlig (* 1992) ist ein deutscher prähistorischer Archäologe. Er gehört dem Verband der Landesarchäologien an.

## Werdegang
Tobias Uhlig verbrachte als Schüler ein Auslandsjahr in England und legte 2011 das Abitur ab. Anschließend absolvierte er ein Freiwilliges Jahr in der Denkmalpflege, bei dem er grabungstechnische Erfahrungen in der archäologischen Abteilung des Museums und Park Kalkriese sammelte. Ab 2012 studierte er Ur- und Frühgeschichte sowie Geschichte an der Universität Göttingen. Parallel zum Studium war er studentische Hilfskraft am Seminar für Ur- und Frühgeschichte und am Seminar für Mittlere und Neuere Geschichte am Lehrstuhl Frank Rexroth. Seine Bachelorarbeit behandelte spätmittelalterliche Funde in Südthüringen und sein Masterstudium schloss er 2018 mit einer Arbeit über den Hortfund von Weltzin im Zusammenhang mit der Schlacht im Tollensetal ab.
Ab 2018 war Uhlig als wissenschaftlicher Mitarbeiter im DFG-Forschungsprojekt „Landschafts- und Ressourcennutzung in der jüngeren Bronzezeit am Heeseberg“ unter Leitung von Immo Heske tätig. Dabei entstand seine Dissertation zur Außensiedlung der Hünenburg bei Watenstedt unter besonderer Berücksichtigung des Phänomens der Haustierniederlegungen und Mensch-Tier-Beziehungen an der Wende des 1. Jahrtausends v. Chr. In den Jahren 2021 und 2022 war er wissenschaftlicher Volontär der Abteilung Archäologie des Niedersächsischen Landesamtes für Denkmalpflege. 2023 wurde Uhlig Stadtarchäologe in Hildesheim, wechselte aber bereits zum 1. März 2024 an das Regionalreferat in Braunschweig. Dort trat er die Nachfolge des Bezirksarchäologen und Referatsleiters Michael Geschwinde an, der in den Ruhestand verabschiedet wurde.
Uhlig arbeitete auf zahlreichen Ausgrabungen wie in Kalkriese, Watenstedt, Altencelle, Liebenau und Walkenried. Bei archäologischen Untersuchungen im Kloster Lamspringe hatte er die örtliche Grabungsleitung inne. Außerdem inventarisierte und magazinierte er Altfunde aus dem Stadtkern von Hann. Münden. Seine archäologischen Forschungsinteressen sind Siedlungsarchäologie, Tierbestattungen, Mensch-Tier Beziehungen in prähistorischer Zeit, Schlachtfeldarchäologie sowie Mittelalter und Frühe Neuzeit.
Uhlig ist bei Göttingen aufgewachsen. Er hat zwei Kinder und lebt mit seiner Familie bei Hildesheim.

## Veröffentlichungen (Auswahl)
- mit Thomas Terberger, Jochen Krüger: Im Kampf verloren? Spektakuläre Funde von Welt In: J. Krüger, S. Lidke,  T. Lorenz (Hrsg.): Tollensetal 1300 v.Chr. Das älteste Schlachtfeld Europas. in Archäologie in Deutschland, Sonderheft 19/2019, Darmstadt 2020, S. 44–48.
- mit Sergej Most: Fundzettel: Ein exotisches Puzzle in Archäologie in Niedersachsen, 23/2020, S. 130.
- mit Jochen Krüger, Gundula Lidke, Detlef Jantzen, Sebastian Lorenz, Nicola Ialongo, Thomas Terberger: Lost during combat? A scrap metal find from the Bronze Age battlefield site at river Tollense,NE-Germany in Antiquity Vol, 93, 371/2019, S. 1211–1230 (Online)
- Gerettete Geschichte: Funde der Frühen Neuzeit und des Mittelalters aus Hann. Münden in Archäologie in Niedersachsen, 22/2019, S. 156–159
- mit Clemens Ludwig: Ein ländlicher Adelssitz des späten Mittelalters bei Harras, Lkr. Hildburghausen, Alt-Thüringen 45 (2018, 2019), S. 105–166 (Online)
- mit Clemens Ludwig: Harras in Südthüringen – ein Niederadelssitz des späten Mittelalters an der oberen Werra in Burgen und Schlösser 57/2016, S. 233–242.
- mit Clemens Ludwig: Herrschaft am Fluss – ein spätmittelalterlicher Niederadelssitz bei Harras, Landkreis Hildburghausen(Südthüringen) in Mainfränkisches Jahrbuch 33/2018, S. 31–50
- mit Clemens Ludwig: Researchon the Evidence of Petty Nobility at a Rural Settlement Site from the LateMedieval Period near Harras in Southern Thuringia in: S. Magnussen/D. Kossack(Hrsg.): Castles as European Phenomena Towards an international approach tomedieval castles in Europe. Contributions to an international andinterdisciplinary workshop in Kiel, February 2016. Kieler Werkstücke Bd. 52, Berlin 2018, 63–81
- Grabhügelschwund im Landkreis Diepholz im Denkmalatlas Niedersachsen (Online)